# Orkan Xylia
Der Orkan Xylia war zwischen dem 27. Oktober und 31. Oktober 1998 in Mitteleuropa aktiv. Die höchste erreichte Windgeschwindigkeit wurde mit 190 km/h (52,7 m/s) am Wendelstein gemessen. Die höchste Niederschlagssumme ging mit 131,3 l/m² in Geroldsau nieder.
Während am 27. und 28. Oktober vor allem der norddeutsche Raum von starkem Niederschlag betroffen war, verlagerte sich der Niederschlagsschwerpunkt am folgenden Tag in den süddeutschen Raum.

## Auswirkungen
Der ohnehin schon extrem nasse Oktober des Jahres 1998 wurde noch verstärkt durch die großen Regenmassen, welche der Orkan Xylia brachte. So wurden an manchen Messstationen neue Monatsniederschlagsrekorde aufgestellt.
In Hamburg wurden 8000 Tonnen Laub von den Bäumen geweht, welche die Regenabflüsse verstopften und das Problem der starken Regenfälle verschärften. Dort musste unter anderem der Keller des Senats und des Rathauses von der Feuerwehr leer gepumpt werden.
Im Emsland musste der Deich der Hase mit 180.000 Sandsäcken verstärkt werden.
Der im Oberlauf der Hase gelegene Alfsee wurde mit dem dazugehörigen Reservebecken fast komplett gefüllt.
Der Gesamtschaden des Orkans wird auf 100 Millionen DM beziffert.

## Messwerte

### Wind

#### Bayern
Maximale Böenstärke auf Bergen:
- Wendelstein: 190 km/h
- Zugspitze: 169 km/h
- Großer Arber: 136 km/h

#### Niedersachsen
Maximale Böenstärke im Flachland am 28. Oktober:
- Cuxhaven: 107 km/h
- Borkum: 106 km/h
- Norderney: 96 km/h
- Göttingen: 96 km/h
- Bremerhaven: 94 km/h
- Osnabrück: 90 km/h
- Bremen: 90 km/h

### Niederschlag
Am 28. Oktober war vor allem der Weser-Ems-Raum von hohen Niederschlagswerten betroffen. In manchen Orten in Niedersachsen fielen an diesem Tag bis zu 80 l/m² Regen. Am folgenden 29. Oktober war der Schwarzwald besonders in Staulagen stark betroffen.